# Karol Andrzej Radziwiłł
Karol Andrzej Radziwiłł herbu Trąby (ur. 1 stycznia 1821 w Szpanowie, zm. 9 marca 1886 tamże) – syn Michała Gedeona Radziwiłła i Aleksandry ze Steckich. W 1852 r. pojął za żonę Jadwigę Sobańską (1830–1900). Właściciel dóbr Szpanów, dóbr Czarkowy na sandomierszczyźnie i Królikarni pod Warszawą, z których dwa ostatnie majątki był zmuszony sprzedać. Szpanów przekazał w spadku swemu jedynemu synowi Michałowi Piotrowi Radziwiłłowi.